# Emelie Stark
Emelie Stark är en svensk socialdemokratisk politiker, ingenjör och ordförande för HBTQ+Socialdemokrater Sverige. Stark valdes till ordinarie ordförande den 14 januari 2024 under en digital extra kongress. 2023 tillträdde hon som tillförordnad förbundsordförande. Hon jobbar som rymdingenjör vid Försvarets materielverk.
Stark växte upp på Värmdö och tog examen i Mikroelektronikprogrammet på Kungliga tekniska högskolan. Valet 2022 kandiderade hon till riksdagen för Socialdemokraterna.